# Epicharis metatarsalis
Epicharis metatarsalis är en biart som beskrevs av Heinrich Friese 1899. Epicharis metatarsalis ingår i släktet Epicharis och familjen långtungebin. Inga underarter finns listade i Catalogue of Life.